# Carl Proebst
Carl Proebst (* 22. November 1853 in Augsburg; † 1939) war ein deutscher Manager der Brauindustrie.

## Leben
Carl Proebst besuchte das humanistische Gymnasium in München. Anschließend studierte er an der Akademie Weihenstephan. 1870 wurde er Mitglied des Corps Alemannia München. 1887 wurde er stellvertretender Direktor der Jos. Sedlmayr Franziskanerkeller-Leistbräu AG. 1922 wurde er Vorstandsmitglied der durch Fusion entstandenen Gabriel und Jos. Sedlmayr, Spaten-Franziskaner-Leistbräu AG. 1929 wechselte er vom Vorstand in den Aufsichtsrat.
Proebst gehörte über viele Jahre dem Vorstand des Münchener Brauereivereins und als dessen Vorsitzender des Ortsvereins der Brauereien von München und Umgebung. Bis Oktober 1929 war er Vorsitzender des Beirats des Auswärtigen Amts für Außenhandel, Zweigstelle München. Er war Mitglied des Großen Ausschusses des Deutschen Brauerbundes e. V. und Delegierter der Brauerei- und Mälzereiberufsgenossenschaft. Auch nach seinem Rückzug aus dem operativen Geschäft 1929 blieb er weiterhin Präsidialmitglied und Vorsitzender des Landesverbands des Hansa-Bundes für Gewerbe, Handel und Industrie sowie Aufsichtsratsmitglied der Schwabinger Brauerei AG und der Tierpark Hellabrunn AG in München.

## Auszeichnungen
- Ernennung zum Geheimen Kommerzienrat